# Rhectothyris rosea
Rhectothyris rosea is een vlinder uit de familie van de grasmotten (Crambidae). De wetenschappelijke naam van de soort is voor het gepubliceerd in 1896 door William Warren.
De soort komt voor in India (Meghalaya).